# Linn Sondek LP12

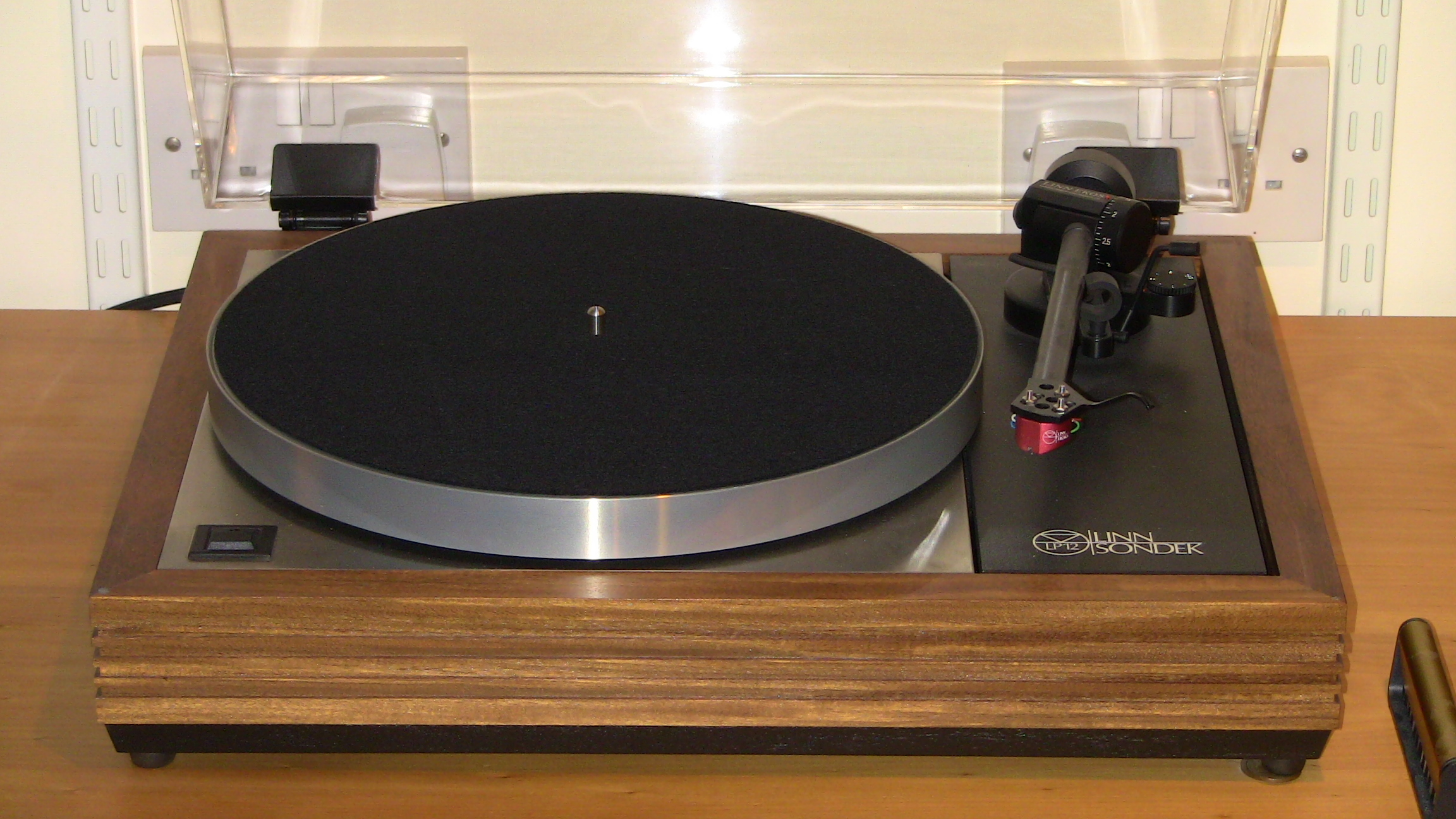
En Linn Sondek LP12 av före detta topp-utförande (ca år 2000) med den tidigare tonarmen Ekos och tidigare moving coil-pickupen Troika. (Nuvarande topputförande har grå tonarm "Ekos SE" och naken MC-pickup "Kandid".)

Linn Sondek LP12 (kallas ofta bara LP12) är en skivspelare som tillverkas av Linn Products Ltd i Glasgow, Skottland.
Skivspelaren introducerades 1972 och har sedan dess genomgått åtskilliga uppgraderingar men ändå bibehållit sitt ursprungliga utseende. En stor uppgraderingen skedde 2006, då ett nytt alternativt innerchassi "Keel" av aluminium introducerades. Vid skivspelarens 40-årsjubileum 2013 introducerades även innerchassit "Kore" som ett mer ekonomiskt överkomligt mellanalternativ över det basalternativ som ingår i "Majik".
Priset för en LP 12 är (augusti 2020) från 33 800 kr för det enklaste utförandet "Majik" till 220 500 kr för topputförandet "Klimax" med det bästa (dyraste) av alla nu aktuella valbara alternativ av innerchassi (3 alternativ), bottenplatta (2), motorstyrning (4), MC RIAA-steg (3),  tonarm (3) och pickup (3). En äldre spelare kan uppgraderas med valfria nu aktuella delar (eller begagnade tidigare versioner), till exempel det relativt nya skivtallrikslagret "Karousel", ända upp till dagens "Klimax". 
LP12:an anses av vissa vara en av de bästa skivspelarna, men det finns också de som tycker att principen med fjädrad upphängning ger sämre ljud.